# Lugkteichgebiet
Lugkteichgebiet este o arie protejată (arie specială de conservare — SAC, sit de importanță comunitară — SCI) din Germania întinsă pe o suprafață de 326,61 ha, integral pe uscat.

## Localizare
Centrul sitului Lugkteichgebiet este situat la coordonatele 51°43′08″N 13°36′09″E / 51.7189°N 13.6025°E.

## Înființare
Situl Lugkteichgebiet a fost declarat sit de importanță comunitară în septembrie 2000 pentru a proteja 16 specii de animale. Situl a fost protejat și ca arie specială de conservare în aprilie 2008.

## Biodiversitate
Situată în ecoregiunea continentală, aria protejată conține 7 habitate naturale: Ape stătătoare oligotrofe până la mezotrofe, cu vegetație de Littorelletea uniflorae și/sau de Isoëto-Nanojuncetea, Cursuri de apă de la nivel de câmpie la nivel montan, cu vegetație Ranunculion fluitantis și Callitricho-Batrachion, Liziere de ierburi înalte hidrofile de câmpie și de nivel montan până la alpin, Depresiuni pe substraturi de turbă de Rhynchosporion, Păduri de stejar sau de stejar și carpen sub-atlantice și medio-europene de Carpinion betuli, Păduri acidofile de stejar bătrân cu Quercus robur pe câmpii nisipoase, Păduri aluvionare cu Alnus glutinosa și Fraxinus excelsior (Alno-Padion, Alnion incanae, Salicion albae).
La baza desemnării sitului se află mai multe specii protejate:
- păsări (9): lăcar mare (Acrocephalus arundinaceus), erete de stuf (Circus aeruginosus), ciocănitoarea de stejar (Dendrocopos medius), ciocănitoare neagră (Dryocopus martius), Grus grus grus, gaia neagră (Milvus migrans), pițigoi de stuf (Panurus biarmicus), pițigoi-pungar (Remiz pendulinus), sitar de pădure (Scolopax rusticola)
- amfibieni (2): buhai de baltă cu burta roșie (Bombina bombina), triton cu creastă (Triturus cristatus)
- mamifere (2): liliac cârn (Barbastella barbastellus), vidră de râu (Lutra lutra)
- nevertebrate (3): rădașcă (Lucanus cervus), Osmoderma eremita, Vertigo angustior

Pe lângă speciile protejate, pe teritoriul sitului au mai fost identificate 7 specii de plante, 2 specii de amfibieni, 2 specii de reptile.